# Горан Трайкоський
Горан Трайкоскі (мак. Горан Трајкоски) (21 листопада 1963, Тітов-Велес, Соціалістична Республіка Македонія, СФРЮ) — це екс-югославський та македонський співак, композитор, автор-виконавець, аранжувальник та продюсер.
За роки творчої діяльності Горан був учасником багатьох локальних македонських гуртів і проектів, але він найбільше відомий як засновник і фронтмен колективу Анастасија зі Скоп'є.

## Творчій шлях

### Ранні роки
Свою музичнку діяльність Горан розпочав у панк-гурті Афективен Набој з міста Струга у 1979 році. Він там був вокалістом. Особливої слави цей колектив не здобув і швидко розпався. Згодом Траковскі вирушив до столиці республіки міста Скоп'є, де приєднався до панк формування Saraceni зібраного Владимиром Петровски. Потім була участь у впливовому, для місцевої рок-сцени, пост-панк-гурті Падот на Византија (укр. Падіння Візантії).

### Апорея і Анастасија
Наприкінці 1980-х під духовним керівництвом отця Стефана Санджаковскі Македонської Православної Церкви був сформований проект «Апореа», який був об'єднанням музикантів художників і каліграфів. «Апореа» не була музичним проектом: учасники проекту організовували виставки свого музичного та художнього творчості і не грали наживо. Єдиним релізом проекту стала касета «На ріках вавілонських», видана в 1988 році.
Наступний проект до якого долучився Трайкоскі, стала «Анастасія». На відміну від «Апореа», «Анастасія» стала повноцінним музичним ансамблем, гастролюючим по Європі де здобули певну славу та успіх. Велику роль у популяризації ансамблю зіграв саундтрек групи до фільму 1994 року режисера Мільчев Манчевскі «Перед дощем» (мак. Пред дождот), проданий тиражом понад 100 тисяч копій. Гурт видав ще два студійних альбоми (останній з яких, вийшов ще у 1998 році) та декілька синглів. Інтенсивною концертною діяльністю «Анастасија» не відрізняється — вони досить рідко виступають, як правило на великих сольних концертах або на фестивалях.

### Сучасні проекти
Наразі, Горан Трайкоскі, пише музику до фільмів, телепередач та театру, а також має сольний проект електронної музики де він виступає під псевдонімом Готра. Його діяльність не обмежується кордонами Республіки Македонії, і він також отримує запрошення з Греції, Сербії та Боснії.
У 2003-му році він брав участь у возз'єднанні культового македонського гурту Мізар, Горан — став його новим фронтменом. Але співробітництво тривало не довго: після запису і видання альбому «Кобна Убавина» у 2004 році, а також туру на його підтримку, Трайкоскі залишив колектив.
Трайкоскі був саунд-продюсером третього сольного альбому «Porta Macedonia» німецького співака македонського походження Олександра Вел'янова (мак. Александар Вељанов, нім. Alexander Veljanov) (гурт Deine Lakaien), який побачив світ у 2008-му році.

## Дискографія

### Анастасија
- 1995 — Пред дождот (енгл. Before the Rain)
- 1997 — Мелургија
- 1998 — Ноктурнал

### Мізар
- 2004 — Кобна Убавина